# أندي لانجفورد
أندي لانجفورد (بالإنجليزية: Andy Langford)‏ هو لاعب كرة قدم بريطاني في مركز الدفاع، ولد في 3 يوليو 1988 في مانشستر في المملكة المتحدة. لعب مع نادي موركامب ونادي ووركينغتون.

## وصلات خارجية
- أندي لانجفورد على موقع قاعدة بيانات كرة القدم.إي يو (الإنجليزية)
- أندي لانجفورد على موقع Soccerbase.com (لاعب) (الإنجليزية)